# Boeing CH-47 Chinook
Boeing CH-47 Chinook är en militär transporthelikopter med tandemrotorsystem och en av de helikoptrar med högst lyftkapacitet som har producerats i västvärlden. Helikoptern började produceras 1962 och tillverkas fortfarande 50 år senare, totalt har över 1200 stycken tillverkats. Helikoptern har använts i en rad krig och konflikter; från Vietnamkriget via Iran–Irak-kriget och Falklandskriget till Irakkriget och nuvarande konflikt i Afghanistan. En kommersiell version av helikoptern finns, Boeing-Vertol modell 234, och är en civil variant av CH-47D.

## Användare

### Militära operatörer
- Australien
- Kanada
- Egypten
- Grekland
- Iran
- Italien
- Japan
- Libyen
- Marocko
- Nederländerna
- Taiwan
- Singapore
- Sydkorea
- Spanien
- Thailand
- Turkiet
- Storbritannien
- USA
- Saudiarabien
- Förenade arabemiraten

### Civila operatörer
- Kanada
- Taiwan
- Kina
- Ecuador
- Norge
- Storbritannien
- USA

### Liknande helikoptrar
- Boeing CH-46 Sea Knight
- Bristol Belvedere
- Jakovlev Jak-24

### Fotnoter
1. ↑  Håkan Abrahamson (30 augusti 2012). ”Nya order på 50-årig helikopter”. Ny Teknik. Arkiverad från originalet den 2 september 2012. https://web.archive.org/web/20120902052108/http://www.nyteknik.se/nyheter/fordon_motor/flygplan/article3529244.ece. Läst 30 augusti 2012.